# Mesophlebion rufescens
Mesophlebion rufescens är en kärrbräkenväxtart som beskrevs av Holtt. Mesophlebion rufescens ingår i släktet Mesophlebion och familjen Thelypteridaceae. Inga underarter finns listade.